# Bengt-Erland Everhall
Bengt-Erland Everhall, ursprungligen Ericsson, född 5 december 1923 i Vikmanshyttan i Kopparbergs län, död 11 december 2017 i Béziers i Frankrike, var en svensk skulptör och tecknare.

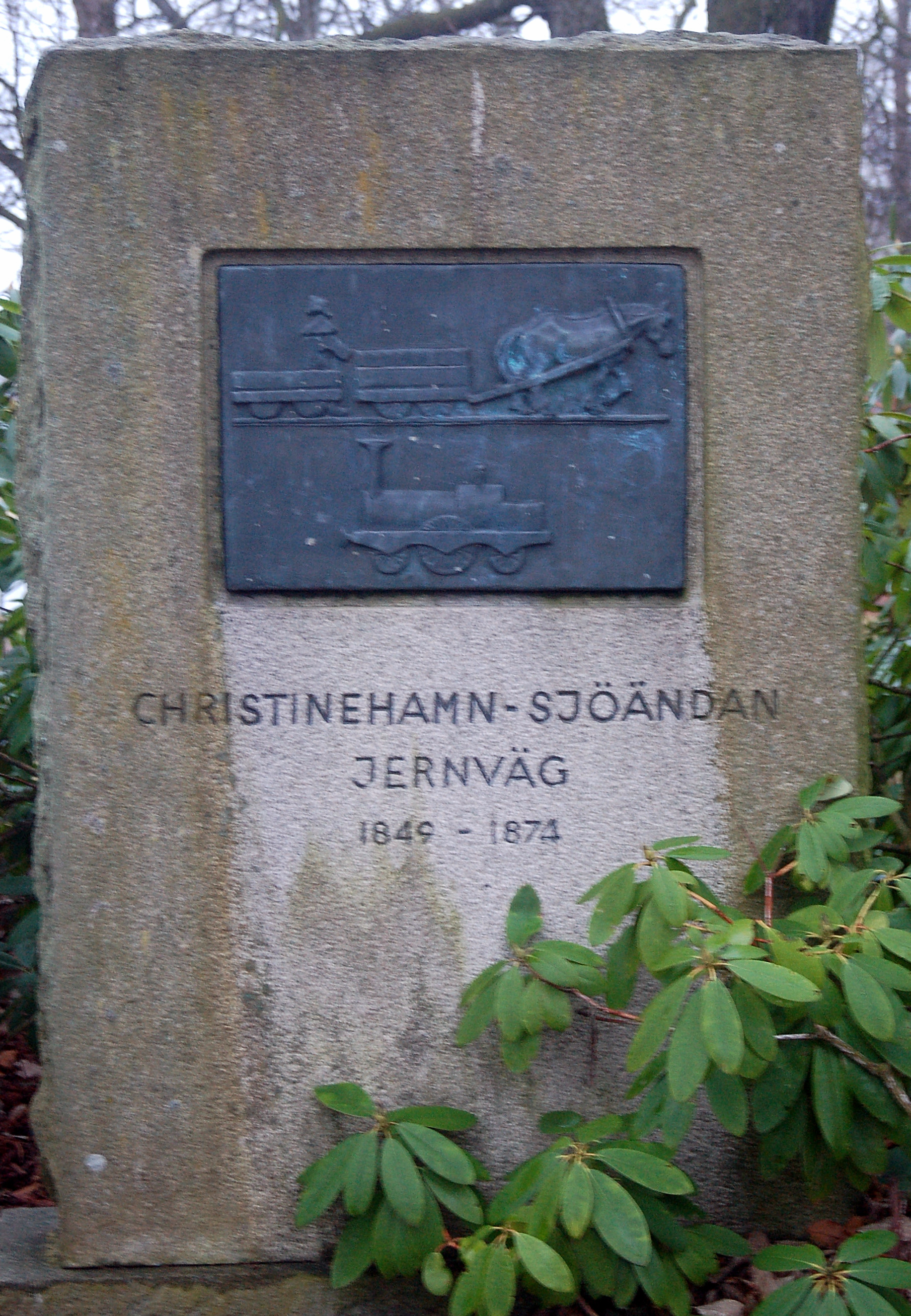
Minnesmomument över Christinehamn-Sjöändans Järnväg i Kristinehamn, utfört av Bengt-Erland Everhall.

Bengt-Erland Everhall var son till civilingenjören Nils Ericsson och Gunvor Barton-Krogstad och från 1950 gift med Aino Léa Aaltonen, som är dotter till Wäinö Aaltonen.
Bengt-Erland Everhall bedrev självstudier och företog studieresor till bland annat Nordnorge, Sydfrankrike och Italien. Separat ställde han ut i bland annat Karlskoga, Gävle, Helsingfors, Wasa och Fredrikstad. Hans bildkonst består av stilleben, porträtt, ofta nakenstudier, mera sällan landskap i pastell eller teckningar. Everhall finns representerad vid bland annat Nationalmuseum i Stockholm.